# Вільнодумний союз

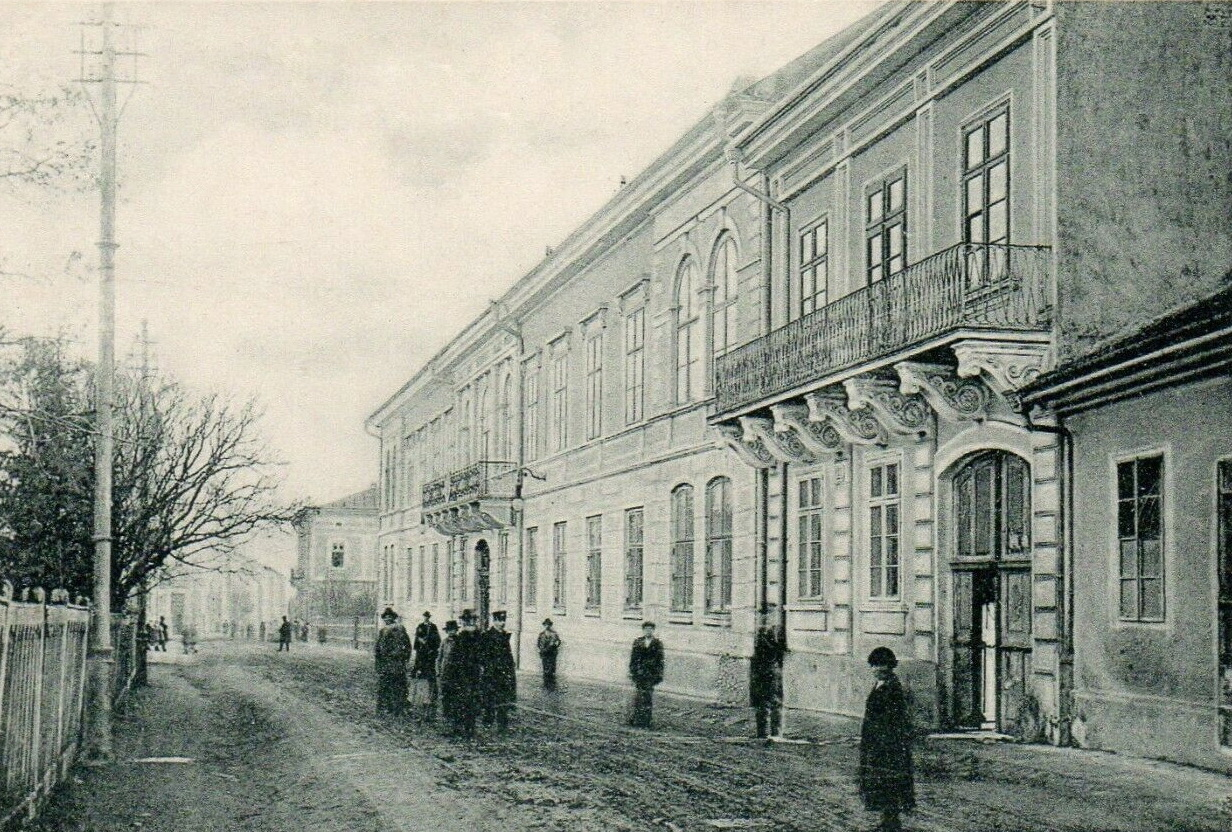
Будинок Буковинського крайового сейму

Вільнодумний союз — міжнаціональне об'єднання депутатів Буковинського крайового сейму (1903–1905).

## Створення союзу
Від початку роботи Буковинського сейму (1861), крайовий парламент був виразником практично однієї панівної групи Буковини — румунської боярської верхівки. Виборча система була вибудована таким чином (відсутність прямих виборів, майновий ценз, куріальний принцип тощо), що більшість завжди була в руках «Курії великих землевласників». Представництво українців (найчисельнішої етнічної групи) Буковини було мінімальним. Ті поодинокі українці, які попри протидію румунського боярства таки ставали послами сейму, ні на що впливати не могли. Красномовною була ситуація 1869 го р., коли «румунська більшість» не допустила прийняття закону про вільне використання української мови у місцевому представницькому органі. Проти цього протестували не тільки українські посли та організації, а й офіційні австрійські урядовці (особливо впливовий місцевий політик Антон Кохановський). Мінімальним було й представництво єврейської громади (яка була доволі чисельною).
Ситуація кардинальним чином змінилася з обранням в 1890-х р.р. послом крайового сейму Миколи Василька, який зумів консолідувати навколо себе однодумців з числа послів-українців та представників всіх етнічних громад краю.
Саме М.Василько став ініціатором створення «міжнаціонального об'єднання», фундаторами якого також стали лідери: румунського демократичного табору Аурел Ончул, єврейської громади Бенно Штраухер та вірменської — Стефан Стефанович, які відмовились йти на компроміс з «великими землевласниками».
Перше засідання «Вільнодумного союзу» відбулося 19 вересня 1903 року. Значна увага на зібраннях об'єднання приділялася розробці програми і виділенню пріоритетних напрямків діяльності. Зокрема, в економічних справах передбачалося добиватися підвищення добробуту робітничих верств і усунення найбільш грубих форм економічної експлуатації, зупинення процесу обезземелення і пролетаризації селян. Для цього пропонувалося заснувати крайовий банк для надання порівняно дешевого іпотечного та іншого кредиту, всіляке стимулювання розвитку спілкового руху. В політичних справах наголошувалося на необхідності домагатися введення загального виборчого права і безпосереднього (прямого) голосування, усунення політичних привілеїв окремих верств населення. Особливо підкреслювалася необхідність задоволення національних потреб представників усіх народів, що населяють Буковину, в тому числі у культурно-просвітніх і релігійних справах, щоб кожен народ, кожне віросповідання мали справді рівні права, як це записано в австрійській конституції.
Знаковим було те, що головою союзу обрали Аурела Ончула.

## Діяльність союзу
Вже на початку 1904 на бік «вільнодумних» перейшли всі українські, єврейські та німецькі депутати.
У червні того ж року було створено комітет «вільнодумних» партій на Буковині, який взяв на себе організацію передвиборчої кампанії. Ним і були озвучені статутні цілі «Вільнодумного союзу»:
|  | ...Рішення «Вільнодумного союзу» у справах союзу приймаються на спільних нарадах усіх його членів; в тих справах виступає союз на вні передовсім супроти сейму і преси як одноцільне тіло; для національних справ виступає союз в клубах німецькім, єврейськім, румунськім, руськім, а кожен з них виступає зовсім самостійно... |

На позачергових виборах до Буковинського сейму (1904) «Вільнодумний союз» добився повної перемоги над «партією великих землевласників», забезпечивши собі тверду більшість у представницькому органі краю. Це дало можливість вже в цьому ж скликанні прийняти цілу низку законопроєктів, зокрема про підвищення платні учителям, про реформування виборчого закону до сейму, про ліквідацію «двірських обшарів», про зміни в управлінні сільських громад та вибори до них, про створення «Буковинського крайового банку» тощо.

## Наслідки діяльності
Прийняті, завдяки «Вільнодумному союзу», рішення Буковинського сейму були спрямовані на ліквідацію залишків феодалізму, які навіть у відсталій Буковині вже давно стали анахронізмом, але протягом десятиліть штучно зберігалися боярською клікою. Ці рішення означали дальший поступ Буковини на шляху розвитку капіталістичних суспільно-економічних відносин та забезпечення демократичних прав громадян. Діяльність об'єднання показувала, що об'єднання демократичних сил різних національностей відкривало можливість до успішного реформування суспільних відносин в краї, проведення прогресивних реформ.
Однак, уже 1905-го р. «Вільнодумний союз», проіснувавши трохи більше двох років, розпався у зв'язку з посиленням суперечностей між українськими і румунськими депутатами.
Пропри те, що колишні члени союзу опинилися у супротивних таборах і вели гостру полеміку в сеймі та на сторінках газет, прийняті законопроєкти залишилися у центрі громадського життя, визначаючи головні тенденції суспільного розвитку краю. Діяльність «Вільнодумного союзу» стала своєрідним вододілом в історії громадського життя Буковини. В газетах того періоду любили визначати хронологію подій до «Вільнодумного союзу» і після нього.
Такий поділ у своїх працях обґрунтував і відомий буковинознавець Аркадій Жуковський:
|  | ...спочатку Буковинський крайовий сейм виконував роль декоративної інституції...і за складом, і реальними можливостями працювати... Становище змінилося після створення в сеймі у 1903 році «Вільнодумного союзу». Щойно відтоді автономна управа краю із своїми різними інституціями ставала дійсністю: у ній брали участь всі народності Буковини... |

Під впливом цього об'єднання змінилася сама суть діяльності крайового сейму, який тепер на перше місце ставив саме реформи в різних галузях життя. Найголовніше ж те, що було покінчено із засиллям невеликої групки румунських поміщиків в управлінні краєм. У цьому й полягала історична місія «Вільнодумного союзу», яку він виконав блискуче.
Не менше важливим є й те, що саме учасниками цього союзу були закладені основи зовсім іншої виборчої системи, на основі якої 1911-го року було сформовано кардинально новий та якісно-інший Буковинський крайовий сейм.

## Керівники «Вільнодумного союзу»

Микола фон Василько
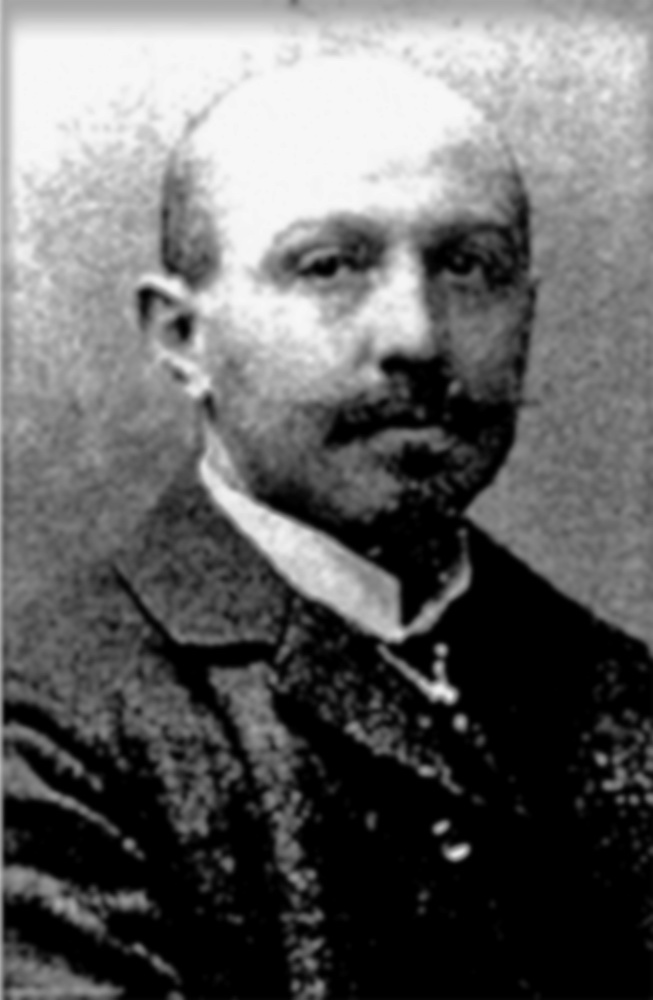
Аурел фон Ончул
Бенно Штраухер